# John Francis O’Hara

Kardinalswappen

John Francis O’Hara (li.) als Rektor der Universität Notre Dame of Indiana (1939)

John Francis Kardinal O’Hara CSC (* 1. Mai 1888 in Ann Arbor, USA; † 20. August 1960 in Philadelphia, USA) war Erzbischof von Philadelphia.

## Leben
John Francis O’Hara studierte an der University of Notre Dame in Indiana sowie in Washington, D.C. und Pennsylvania die Fächer Philosophie und Katholische Theologie. 1912 trat er in die Kongregation vom Heiligen Kreuz ein und empfing am 9. September 1916 das Sakrament der Priesterweihe. Von 1917 bis 1939 unterrichtete er an der Universität Notre Dame und versah zunächst das Amt des Spirituals, später dann das des Vizerektors und Rektors. 
Am 11. Dezember 1939 ernannte ihn Papst Pius XII. zum Titularbischof von Mylasa und zum Weihbischof im Militärordinariat der USA. Die Bischofsweihe spendete ihm Francis Kardinal Spellman am 15. Januar des folgenden Jahres. Mitkonsekratoren waren der Bischof von Fort Wayne, John Francis Noll, und der Bischof von Indianapolis, Joseph Elmer Ritter. 
Am 10. März 1945 ernannte ihn Papst Pius XII. zum Bischof von Buffalo. Die Amtseinführung fand am 8. Mai desselben Jahres statt. Am 23. November 1951 folgte die Ernennung zum Erzbischof von Philadelphia. Papst Johannes XXIII. nahm John Francis O’Hara am 15. Dezember 1958 als Kardinalpriester mit der Titelkirche Santi Andrea e Gregorio al Monte Celio in das Kardinalskollegium auf. Zwei Jahre darauf verstarb Kardinal O’Hara. Er wurde in der Herz-Jesu-Kirche von Notre Dame bestattet.